# District d'Aarwangen
Le district d'Aarwangen est l’un des 26 districts du canton de Berne en Suisse. Depuis le 1er janvier 2010, il coexiste avec l'arrondissement administratif de Haute-Argovie
Il fait 154 km² de superficie et son chef-lieu est Aarwangen.
Il comptait 24 communes :
- CH-4912 Aarwangen
- CH-4944 Auswil
- CH-4913 Bannwil
- CH-3368 Bleienbach
- CH-4917 Busswil bei Melchnau
- CH-4955 Gondiswil
- CH-4936 Kleindietwil
- CH-4900 Langenthal
- CH-4935 Leimiswil
- CH-4932 Lotzwil
- CH-4934 Madiswil
- CH-4917 Melchnau
- CH-4924 Obersteckholz
- CH-4943 Oeschenbach
- CH-4919 Reisiswil
- CH-4914 Roggwil
- CH-4938 Rohrbach
- CH-4938 Rohrbachgraben
- CH-4933 Rütschelen
- CH-4911 Schwarzhäusern
- CH-4922 Thunstetten
- CH-4916 Untersteckholz
- CH-4937 Ursenbach
- CH-4923 Wynau